# Guy Burnet
Guy Burnet (Londres, 8 de agosto de 1983) es un actor de teatro, cine y televisión británico.

## Primeros años

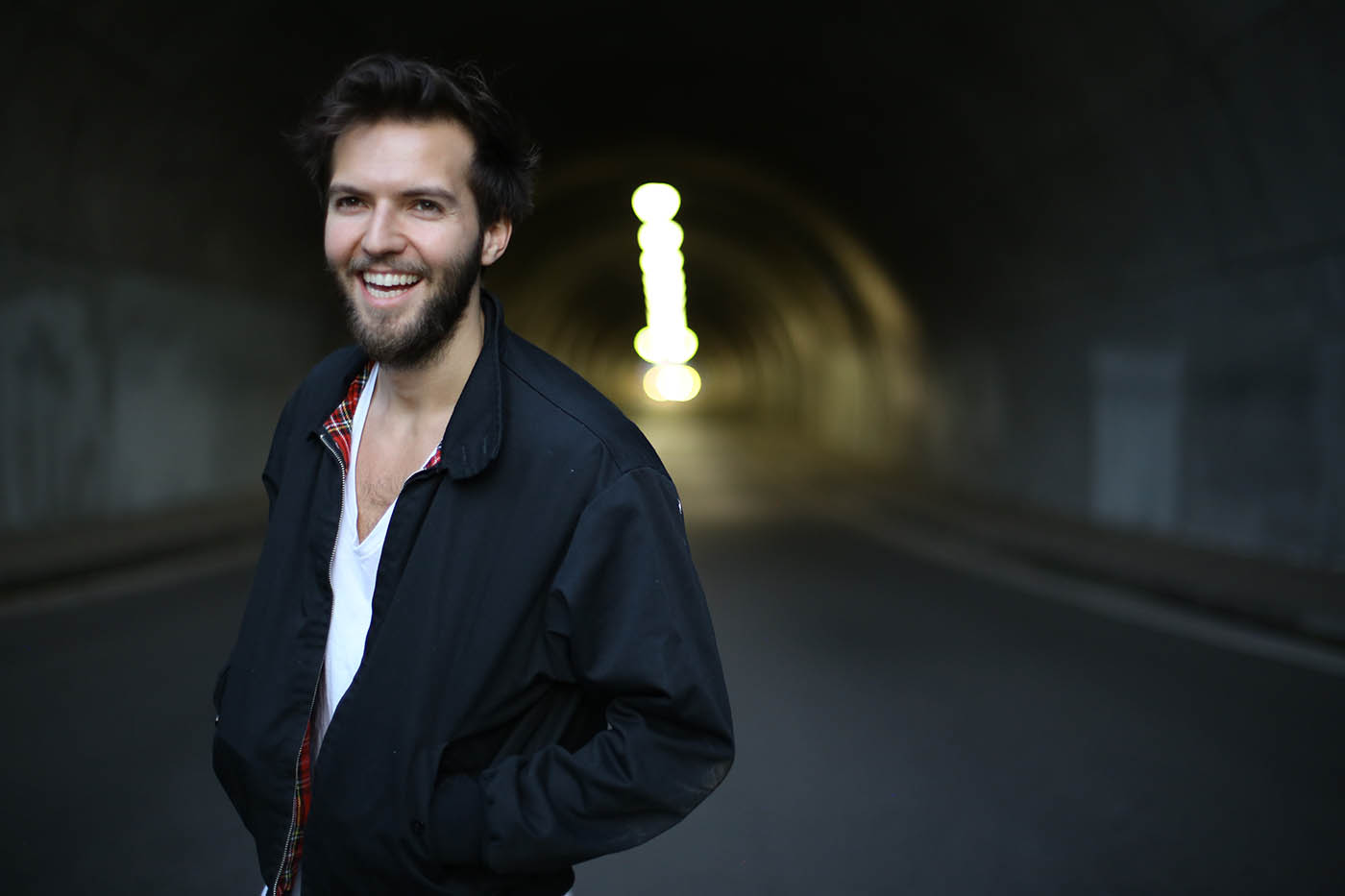
Guy Burnet (2015)

Burnet nació en Londres, Inglaterra. Asistió a la Holland Park School, donde se desarrolló por primera vez su interés por el teatro, obteniendo un nivel A en la materia.
Antes de convertirse en actor, Burnet aspiraba a convertirse en futbolista profesional. Asistió a la escuela de fútbol Queens Park Rangers. Posteriormente realizó pruebas y jugó en varios lugares de Europa antes de regresar a Londres para completar sus niveles A.
Todavía juega al fútbol y participó en un partido de fútbol el 1 de junio de 2007 en el nuevo Estadio de Wembley antes del primer partido de Inglaterra en el estadio. En septiembre de 2007 jugó para Inglaterra en un partido benéfico entre Inglaterra y Rusia en apoyo de la Fundación Give Life.

## Carrera en la actuación
Burnet comenzó su carrera en el teatro y en la realización de cortometrajes. Se formó con la entrenadora de actuación Ivana Chubbuck. 

### Primeros papeles televisivos
Burnet se unió al elenco de Hollyoaks en 2002 como personaje principal y regular de la serie después de su segunda audición. El 3 de agosto de 2007, el productor de Hollyoaks, Bryan Kirkwood, confirmó en Digital Spy que Burnet dejaría Hollyoaks. Él dijo: "Estoy realmente destrozado de que Guy deje el programa, pero después de cinco años él siente que es el momento adecuado. Es un actor increíble y realmente se realizado a través de su trabajo en la historia de Craig y John Paul, y ha ayudado a convertirla en una de las historias más importantes de Hollyoaks. Hemos dejado la puerta abierta para que regrese y le deseo la mejor de las suertes para lo que sea que haga a continuación".

### Papeles televisivos posteriores
En 2009, Burnet interpretó a "Pinklady" en Moving On para la BBC. Después de años en el escenario de Nueva York, Burnet pasó al trabajo de televisión por cable y al cine. Apareció en la serie Ray Donovan de Showtime.
En 2016, Burnet se unió a la tercera serie de The Affair de Showtime en el papel recurrente de Mike Cornwell. En el 2017, se unió a la segunda temporada de Hand of God protagonizada por Ron Perlman. También en 2017, Burnet filmó Counterpart junto a J. K. Simmons.
Apareció en la serie de Amazon producida por Bryan Cranston, Philip K. Dick's Electric Dreams, junto a Terrance Howard y Anna Paquin.

### Películas
En 2012, Burnet completó su trabajo como protagonista en el largometraje Two Jacks junto a Sienna Miller. Otros papeles incluyen su trabajo en Boxing Day, una adaptación de Leo Tolstoy dirigida por Bernard Rose, en el thriller Rites of Passage con Christian Slater y Stephen Dorff, y en Age of Heroes, una película de guerra de época con Sean Bean.
Burnet luego apareció Mortdecai, como el socio de Ewan McGregor, junto a Johnny Depp. Burnet coprotagonizó la película de comedia musical Pitch Perfect 3, junto a Anna Kendrick.
Burnet participó en Jacob's Ladder, la nueva versión de la película de 1990 del mismo nombre. Burnet también aparece en Asher, dirigida por Michael Caton-Jones.

### Teatro
Durante 2012, Burnet protagonizó una producción de 'Murder in the First', que se presentó fuera de Broadway.

### Otros
Además de jugar al fútbol, Burnet se dedica al boxeo amateur. Su interés por el boxeo lo llevó a dirigir un documental sobre el poseedor del título de peso pluma de la UMC, Derry Mathews.

## Filmografía

### Películas
| Año  | Título            | Papel                           | Notas        |
| ---- | ----------------- | ------------------------------- | ------------ |
| 2004 | Time/Out          | Kieron DiMack                   | Cortometraje |
| 2006 | Voyer             | Guy Burns                       |              |
| 2010 | Luster            | Bansky                          |              |
| 2010 | Baseline          | Ricky                           |              |
| 2010 | Pig               | Man                             |              |
| 2011 | Age of Heroes     | Commando Riley                  |              |
| 2011 | Two Jacks         | Paul                            |              |
| 2012 | Rites of Passage  | Mojo                            |              |
| 2015 | Mortdecai         | Maurice                         |              |
| 2015 | Day Out of Days   | E.J.                            |              |
| 2016 | The Have-Nots     | Jim                             |              |
| 2017 | Pitch Perfect 3   | Theo                            |              |
| 2018 | Asher             | Lyor                            |              |
| 2018 | Jacob's Ladder    | Hoffman                         |              |
| 2022 | Dead for a Dollar | William Palmer aka English Bill |              |
| 2022 | Bed Rest          | Daniel Rivers                   |              |
| 2023 | Oppenheimer       | Guy Eltenton                    |              |

### Televisión
| Año       | Serie                            | Papel          | Notas                         |
| --------- | -------------------------------- | -------------- | ----------------------------- |
| 2002–2008 | Hollyoaks                        | Craig Dean     |                               |
| 2009      | Moving On                        | Pinklady       | Episodio: "Dress to Impress"  |
| 2010      | Sunny, entre estrellas           | Trey Brothers  | Episodio: "Sonny with a Song" |
| 2011      | The Royal                        | Lenny Lomax    | Episodio: "Dead Air"          |
| 2015      | Ray Donovan                      | Casey Finney   | 3 episodios                   |
| 2016      | The Affair                       | Mike Cornwall  | 2 episodios                   |
| 2016      | Chicago Fire                     | Grant          | 6 episodios                   |
| 2017      | Hand of God                      | Raymond Kelly  | 8 episodios                   |
| 2017      | Philip K. Dick's Electric Dreams | Colin          | Episodio: "Real Life"         |
| 2018–2019 | Counterpart                      | Claude Lambert | Recurrente                    |
| 2019      | The Feed                         | Tom Hatfield   |                               |